# Сянки
Сянки́ — село в Україні, в Самбірському районі Львівської області. Населення становить 580 осіб. Орган місцевого самоврядування — Боринська селищна рада.

## Географія
Село Сянки лежить неподалік від витоків річки Сян, на території Надсянського регіонального ландшафтного парку. На північ від села розташований хребет Бучок, на південь — Вододільний хребет і Ужоцький перевал, на захід — річка Сян (по якій проходить польсько-український кордон), на схід — автомобільна дорога Львів-Турка-Ужгород.

## Історія
Село Сянки (Сянське) було засноване 1586 р. краківським воєводою Петром Кмітом. Протягом XVII—XIX ст. у Сянках були збудовані три дерев'яні церкви бойківського типу, дві з яких (1645 і 1703 рр.) були продані на Закарпаття у села Кострина та Сіль, де збереглися до сьогодні. Частину Сянок досі називають «Ропою», адже тут колись добували сіль.
У 1900 р. жителі села були переважно греко-католиками, крім 11 римо-католиків.
Через село на початку XX ст. проклали залізничну колію, яка з'єднала Ужгород із Перемишлем та Львовом, у 1904 р. тут було побудовано залізничну станцію, яка діє і нині. 1905 року було завершено спорудження, здано в експлуатацію відтинок залізниці Самбір — Сянки.

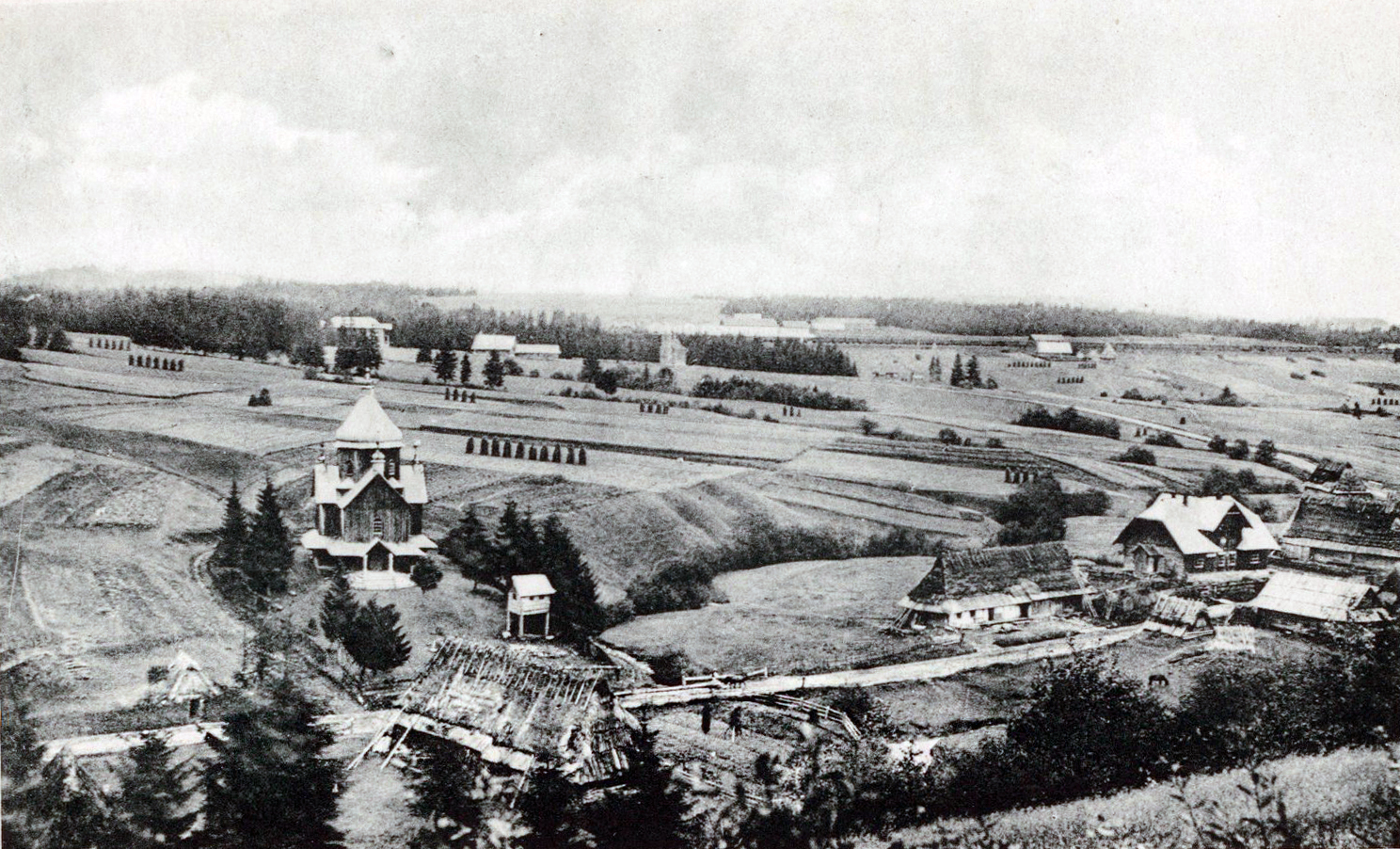
Сянки у міжвоєнний період

Біля села є військовий цвинтар і кілька окремих могил часів Першої світової війни, адже в 1914 і 1915 рр. в районі Ужоцького перевалу проходили кровопролитні бої між російськими та австро-угорськими військами. Перед Другою світовою війною у селі було 10 будинків відпочинку, 6 пансіонатів та 3 туристичних притулки, у яких можна було розмістити майже дві тисячі відпочивальників, тут також були театр, бібліотека, тенісні корти, лижний трамплін, санна траса і метеорологічна станція. Гірськолижна траса на поблизькій горі Сянки вважалась однією з найкращих у довоєнній Польщі.
В 1939 в селі проживало 980 мешканців, з них 660 українців-грекокатоликів, 200 поляків (прикордонна охорона і лісоруби) і 120 євреїв.
До другої половини 1940-х рр. село лежало по обидва боки річки Сян. Після війни західна частина території села (на лівому березі Сяну) віддана Польщі. Після прокладення кордону між Польщею та СРСР польська частина села була повністю зруйнована, її мешканці виселені. У селі збереглися традиційна дерев'яна бойківська забудова й загорожі, пилорами, старі мости, є багато придорожніх капличок і хрестів.
У 2016 році проводилися роботи з пристосування станції Сянки до потреб інвалідів, враховуючи розміщення за 2 км від параолімпійської бази.

## Населення

### Мова
Розподіл населення за рідною мовою за даними перепису 2001 року:
| Мова       | Кількість | Відсоток |
| ---------- | --------- | -------- |
| українська | 578       | 99.66%   |
| російська  | 1         | 0.17%    |
| польська   | 1         | 0.17%    |
| Усього     | 580       | 100%     |

## Церкви
У селі діяли католицький костел і дві греко-католицькі церкви святого Стефана (1831 р.) та Св. пр. Іллі (1908 р.). В 1936 в селі було 719 греко-католиків, громада належала до парафії Беньова Турчанського деканату Перемишльської єпархії. Церкви були зруйновані після Другої світової війни, а мурована двірська каплиця — висаджена у повітря 1970 р. У 1990-х роках в Сянках споруджено дві нові церкви — греко-католицьку святого Юрія та православну Вознесіння Господнього.

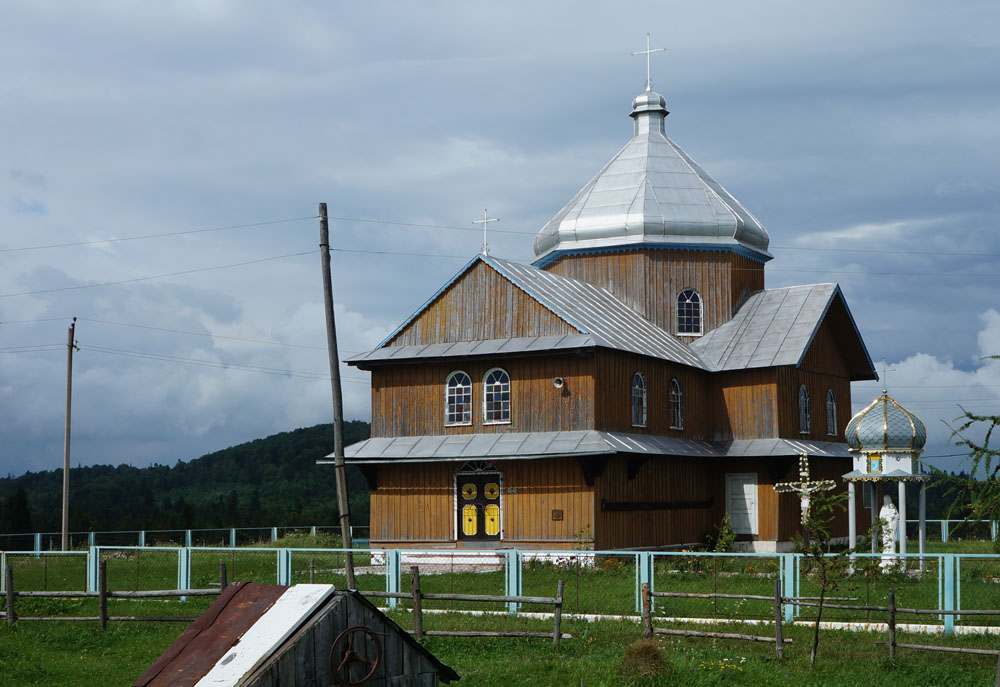
Церква святого Юрія

Дерев'яна церква святого Юрія розташована на краю села біля дороги. Збудована 1993 року за проєктом турківських архітекторів Михайла Лофія та Івана Бесєдіна. Будував її майстер Микола Василишин з Борині. Крив купола Шушка Степан Асафатович. Приміщення церкви нагадує неоукраїнський стиль, але більш присадкувата з тяжчими пропорціями. У плані вона хрещата з прямокутним бабинцем, вкороченими бічними раменами та гранчастим вівтарем. При вівтарі з обох боків розташовані прямокутні захристя. Квадратну наву вінчає низький світловий восьмерик, вкритий наметовою банею, завершеною маківкою з хрестом. Бічні рамена та бабинець накриті двосхилими причілковими дахами, а вівтар — п'ятисхилим. Оперізує церкву вузьке піддашшя, оперте на профільовані виступи вінців зрубів. Стіни ошальовані вертикально дошками. У церкві св. Юрія встановлено світильник-павук зі старої церкви св. пророка Іллі та дзвін із церкви у Біньовій.
У нижній частині села при залізниці розташована мурована церква Вознесіння Господнього з дерев'яним восьмериком. Вона постала у 1996 році, а споруджували храм майстри Павло Харьо, Стефан Климович та Ілько Чівка. До прямокутної нави зі сходу прилягає вужчий півциркульний вівтар, з заходу — великий присінок. Нава і вівтар вкриті спільним двосхилим дахом, який над вівтарем переходить у конічний. На гребені посередині здіймається високий світловий восьмерик, вкритий цибулястою банею, на краях — невеликі маківки з хрестами. Стіни гладко тиньковані. Щірець присінку східчастий з півкруглим завершенням.

## Відомі люди
У селі народилися:
- Кознарський Мирослав (1912—1983) — український письменник-мемуарист, редактор, громадський діяч.